# Zakria Rezai
Zakria Rezai, född 29 juli 1989, är en afghansk fotbollsspelare (mittback) som spelat för Ordu Kabul FC och Afghanistans fotbollslandslag, där han har spelat 7 matcher.